# Buchenbächle (Buchenbach)
Das Buchenbächle ist ein 3 km langer Bach im Gebiet der Stadt  Winnenden im baden-württembergischen Rems-Murr-Kreis. Nach insgesamt südlichem Lauf fast nur im oder am Wald mündet er kurz vor dem Dorf Birkmannsweiler der Stadt von rechts in den mittleren Buchenbach.

## Geographie

### Verlauf
Das Buchenbächle entspringt einer Quelle dicht am Südostrand des in der Stadtteilgemarkung Bürg liegenden Weilers Schulerhof im anschließenden Wald, der sich den Westhang des Zwerenbergs herabzieht, auf einer Höhe von etwa 355 m ü. NHN.
Der Bach fließt bis zu drei Meter breit über lehmigem bis sandigem, manchmal auch steinigem Grund, zunächst südostwärts zwischen dem Wald linksseits und Landwirtschaftsflächen rechtsseits, anfangs grabenartig zwischen steilen Ufern, da dort einst begradigt. Ihn begleitet, immer wieder aussetzend, eine Galerie aus Uferbäumen. Aus dem Wald läuft gleich zu Beginn ein wohl meist trockener Klingenriss zu.
Nach etwa 900 Metern grenzt nun auch rechtsseits Wald an den Bach, dem ab dort das Waldgewann Schlot gegenüberliegt. Von rechts läuft ein etwa 900 Meter langer, unbeständig wasserführenden Bach aus einer längeren Klinge zu. Das Buchenbächle wendet sich danach nach Südsüdwesten und fließt nunmehr, sich recht naturnah schlängelnd, zwischen Prall- und Gleitufern, an denen neben Nadel- auch Laubholz steht. Von Südwesten her läuft ein weiterer unbeständiger Zufluss von etwa 500 Metern Länge zu.
Nach der zweiten Wirtschaftswegquerung im Wald auf etwa 300 m ü. NHN begleitet ein als Naturdenkmal geschütztes Talwäldchen aus Eschen und Erlen den Bach, der inzwischen deutlich flacher zu Tale läuft. Rechtsseits setzt unter Obstbauhängen der Wald nach und nach aus, an einem wenig über 0,1 ha großen Teich am Ufer beim Buchenbachhof des Stadtteils Birkmannsweiler endgültig.
Südlich des Einzelanwesen mündet von rechts der kurze Rest eines früher längeren Auengrabens zu und 300 Meter nach dem Teich lässt der Bach auch linksseits den Wald hinter sich. Begradigt, mit abschnittsweise durch Steine befestigtem Ufer, läuft er neben einer einseitigen Baumgalerie seine letzten weniger als 200 Meter durch dessen Auenwiesen und fließt dann von rechts und auf etwa 285 m ü. NHN in den mittleren Buchenbach ein.
Das Buchenbächle mündet nach 2,9 km langem Lauf mit mittlerem Sohlgefälle von etwa 24 ‰ rund 70 Höhenmeter unterhalb seiner Quelle bei Schulerhof.

### Einzugsgebiet
Das Einzugsgebiet des Buchenbächles ist etwa 3,1 km² groß und gehört überwiegen zum Unterraum Berglen des Naturraums Schurwald und Welzheimer Wald. Am Unterlauf reicht der angrenzende  Unterraum Äußere Backnanger Bucht des Neckarbeckens etwas über den Lauf herüber. Die mit etwas über 450 m ü. NHN größte Höhe erreicht es an seiner Nordostspitze in den Steingrubenäckern nordöstlich von Bürg.
Fast das ganze Einzugsgebiet gehört zur Stadt Winnenden, der obere und nördliche Teil davon mit dem Weiler Schulerhof und einem Teil des Dorfes Bürg liegt in der Stadtteilgemarkung Bürg, der untere und südliche in der Stadtteilgemarkung Birkmannsweiler mit dem Einzelanwesen Buchenbachhof als einzigem Siedlungsplatz dort. Am Ostrand gehören ein nur schmaler Streifen offener Flur von etwa 0,1 km² mit der Hälfte des Weilers Oberweiler zur Gemeinde Berglen, anderswo noch ein winziger Flurzwickel.
Im Bürger Gebietsanteil gibt es viel Offenland mit Wiesen, Äckern und Obstwiesen am Hang, während der von Birkmannsweiler weit überwiegend mit Wald bewachsen ist.
Reihum grenzen die Einzugsgebiet der folgenden Nachbargewässer an:
- Im Nordosten fließt der Auwiesenbach zum oberen Buchenbach;
- im Osten liegt das Quellgebiet des Heumahdenbächles, der nach kürzeren Lauf ebenfalls in den oberen Buchenbach mündet;
- im Südosten fließen allenfalls kurze Quellgerinne aus dem Inneren von dessen Laufknie dem Buchenbach zu;
- auch im Südwesten ist der Buchenbach das nächste offene Gewässer;
- im Nordwesten und Norden strebt das am Oberlauf Brunnbächle genannte Baacher Bächlein nunmehr abwärts des Buchenbächle zum Buchenbach.

### Zuflüsse und Seen
Liste der Zuflüsse und  Seen von der Quelle zur Mündung. Gewässerlänge, Seefläche, Einzugsgebiet und Höhe nach den entsprechenden Layern auf der Onlinekarte der LUBW. Andere Quellen für die Angaben sind vermerkt.
Ursprung des Buchenbächles auf etwa 355 m ü. NHN bei Winnenden-Schulerhof.
- (Quellabfluss), von rechts und Westnordwesten auf etwa 322 m ü. NHN am Gewann Espach kurz vor dem Waldeintritt, ca. 0,1 km und ca. 0,3 km². Die Quelle liegt auf etwa 327 m ü. NHN im Mund eines längeren Nebentals aus dem Nordwesten.
- (Waldklingenbach), von rechts und Westen auf etwa 318 m ü. NHN an der Laufwende kurz nach dem Waldeintritt, ca. 0,9 km und über 0,2 km². Entsteht auf etwa 379 m ü. NHN auf dem Schnarrenberg am Schulerwald und fließt am Unterlauf in einer Waldklinge. Unbeständig.
- (Waldbach aus dem Schlot), von links und Südosten auf etwa 306 m ü. NHN zwischen den beiden Waldwegquerungen, ca. 0,5 km und unter 0,2 km². Entsteht auf etwa 382 m ü. NHN im Schlot. Unbeständig.
- Passiert einen Teich rechts am Ufer auf etwa 292 m ü. NHN beim Buchenbachhof, über 0,1 ha.
- (Auengrabenrest), von rechts und Nordosten auf wenig unter 290 m ü. NHN, ca. 0,1 km. Beginnt auf wenig über 290 m ü. NHN am Buchenbachhof.

Mündung des Buchenbächles von LR und NESW auf ca. 285 m ü. NHN wenig oberhalb von Winnenden-Birkmannsweiler in den mittleren Buchenbach. Das Buchenbächle ist 2,9 km lang und hat ein ca. 3,1 km² großes Einzugsgebiet.

## Geologie
Im Einzugsgebiet des Buchenbächles treten fast alle regional vertretenen Schichten des Mittelkeupers auf. Die Hochlagen ganz im Norden bei Bürg und linksseits des Unterlaufs um Oberweiler haben Stubensandstein (Löwenstein-Formation) im Untergrund, während der Schnarrenberg rechtsseits des Unterlaufs auf einer dominierenden Hochfläche aus Kieselsandstein (Hassberge-Formation) nur eine kleine Schichtinsel aus in der Ablagerungsfolge dazwischen liegendem Oberen Bunten Mergeln (Mainhardt-Formation) trägt und der Zwerenberg linksseits des Oberlaufs nur bis zum Kieselsandstein reicht. An den Taleinhängen darunter streichen Untere Bunte Mergel (Steigerwald-Formation) und Schilfsandstein (Stuttgart-Formation) aus; dieser bildet allein zwischen Bürg und dem Schnarrenberg eine größere Hochfläche. Das Buchenbächle beginnt seinen Lauf im noch tieferen Gipskeuper (Grabfeld-Formation) und mündet auch in dessen Schichthöhe.
Eine tektonische Störung, die etwa von der Laufwende des Baches südostwärts in Richtung Oppelsbohm streicht, versetzt unter anderem Gipskeuper im Nordosten gegen Untere Bunte Mergel im Südwesten, die Hochscholle liegt also im Nordosten.
Das von der offenen Flur eingenommene Plateau rechtsseits des Oberlaufs mit unter anderem der einzigen größeren Schilfsandsteinfläche sowie der rechte, westliche Unterhang des Unterlauftales sind mit Lösssediment aus dem Quartär überlagert. In der Mulde des Bachs setzt schon ab der zweiten Hälfte des Oberlaufs ein Schwemmlandband um diesen ein, das etwas nach seinem Richtungswechsel aus Auenlehmen besteht.

## Natur und Schutzgebiete
Das 1,6 ha große Talwäldchen aus Eschen und Erlen rechtsseits des Unterlaufs steht als Auenwald am Buchenbachhof unter Naturdenkmalschutz. An den untersten Lauf grenzt dort erst rechtsseits, dann in der Buchenbachaue linksseits das Landschaftsschutzgebiet Buchenbach-, Brunnbächle-, Steinach- und Zipfelbachtal mit angrenzenden Hängen sowie Bürger Höhe, zu dem auch ein größeres Gebiet um Bürg gehört. Das untere Viertel des Einzugsgebietes liegt in zwei Wasserschutzgebieten.

## Tourismus
Der mit einem schwarzen F markierte Hauptwanderweg Georg-Fahrbach-Weg des Schwäbischen Albvereins auf seiner Etappe von Althütte in Richtung Weinstadt verläuft am Nordwestrand des Einzugsgebietes, steigt dann in die Talmulde ab und folgt dann nahe dem Buchenbächle bis zur Mündung.

### LUBW
Amtliche Online-Gewässerkarte mit passendem Ausschnitt und den hier benutzten Layern: Lauf und Einzugsgebiet des Buchenbächles

Allgemeiner Einstieg ohne Voreinstellungen und Layer: Daten- und Kartendienst der Landesanstalt für Umwelt Baden-Württemberg (LUBW) (Hinweise)
1. 1 2 3 4 5  Höhe nach dem Höhenlinienbild auf dem Hintergrundlayer Topographische Karte.
2. 1 2  Länge nach dem Layer Gewässernetz (AWGN).
3. 1 2 3  Einzugsgebiet abgemessen auf dem Hintergrundlayer Topographische Karte.
4. ↑  Natur teilweise nach dem Layer Geschützte Biotope.
5. ↑  Länge abgemessen auf dem Hintergrundlayer Topographische Karte.
6. ↑  Seefläche nach dem Layer Stehende Gewässer.
7. ↑  Schutzgebiete nach den einschlägigen Layern.

### Andere Belege
1. ↑  Hansjörg Dongus: Geographische Landesaufnahme: Die naturräumlichen Einheiten auf Blatt 171 Göppingen. Bundesanstalt für Landeskunde, Bad Godesberg 1961. → Online-Karte (PDF; 4,3 MB)
2. ↑  Geologie nach den Layern zu Geologische Karte 1:50.000 auf: Mapserver des Landesamtes für Geologie, Rohstoffe und Bergbau (LGRB) (Hinweise)